# Гаврилюк Віталій Валерійович
Віталій Валерійович Гаврилюк (нар. 13 жовтня 1983, Київ, УРСР) — український хокеїст, нападник.
Виступав за «Сокіл» (Київ), ХК «Київ», «Стяуа» (Бухарест), «Дніпровські Вовки», «Компаньйон» (Київ), «Партизан» (Белград), «Беркут» (Київ), ХК «Ференцварош», АТЕК (Київ).
У складі національної збірної України провів 3 матчі. У складі молодіжної збірної України учасник чемпіонатів світу 2002 (дивізіон I) і 2003 (дивізіон I). У складі юніорської збірної України учасник чемпіонатів світу 2000 і 2001.
Досягнення
- Чемпіон України (2008), срібний призер (2010)
- Чемпіон Сербії (2009).